# Autopista Lyulin
Lyulin es una autopista en el oeste de Bulgaria que une las ciudades de Sofia y Pernik, con una longitud de 19,135 km. Se trata de una carretera de dos carriles con un espacio de emergencia adicional y una franja divisoria. La autopista se ubica en el área metropolitana de Sofia y forma parte de los corredores de transporte E79 y paneuropeos número IV y VIII . 
El valor total del proyecto para la construcción de la autopista es de 185 millones de euros, de los cuales 135 millones fueron subvencionados por ISPA .  El alto costo de la carretera se explica por su paso a través de un terreno que requirió la construcción de múltiples puentes y túneles, así como la cobertura de ciertos requisitos de aislamiento de ruido y eco. 
Por decisión del Consejo de Ministros del 27 de diciembre de 2018, dejó de ser considerada como una autopista independiente y se convirtió en parte de la autopista Struma.

## Nombre
La carretera lleva el nombre de la montaña Lyulin por la cual pasa su recorrido. 

## Salidas
| Salir | km  | Destino                         | Diseño | Notas             |
| ----- | --- | ------------------------------- | ------ | ----------------- |
|       | 0   | Sofia                           |        | En funcionamiento |
|       | 4.6 | Mallo Buchino                   |        | En funcionamiento |
|       | 7.5 | Mallo Buchino                   |        | En funcionamiento |
|       | 10  | Lyulin                          |        | En funcionamiento |
|       | 14  | Golemo Buchino                  |        | En funcionamiento |
|       | 19  | , Pernik , Plovdiv, Daskalovo , |        | En funcionamiento |

## Historia
- El 22 de diciembre de 2004, la Comisión Europea dio luz verde a la construcción de la autopista.

### Procedimientos de licitación

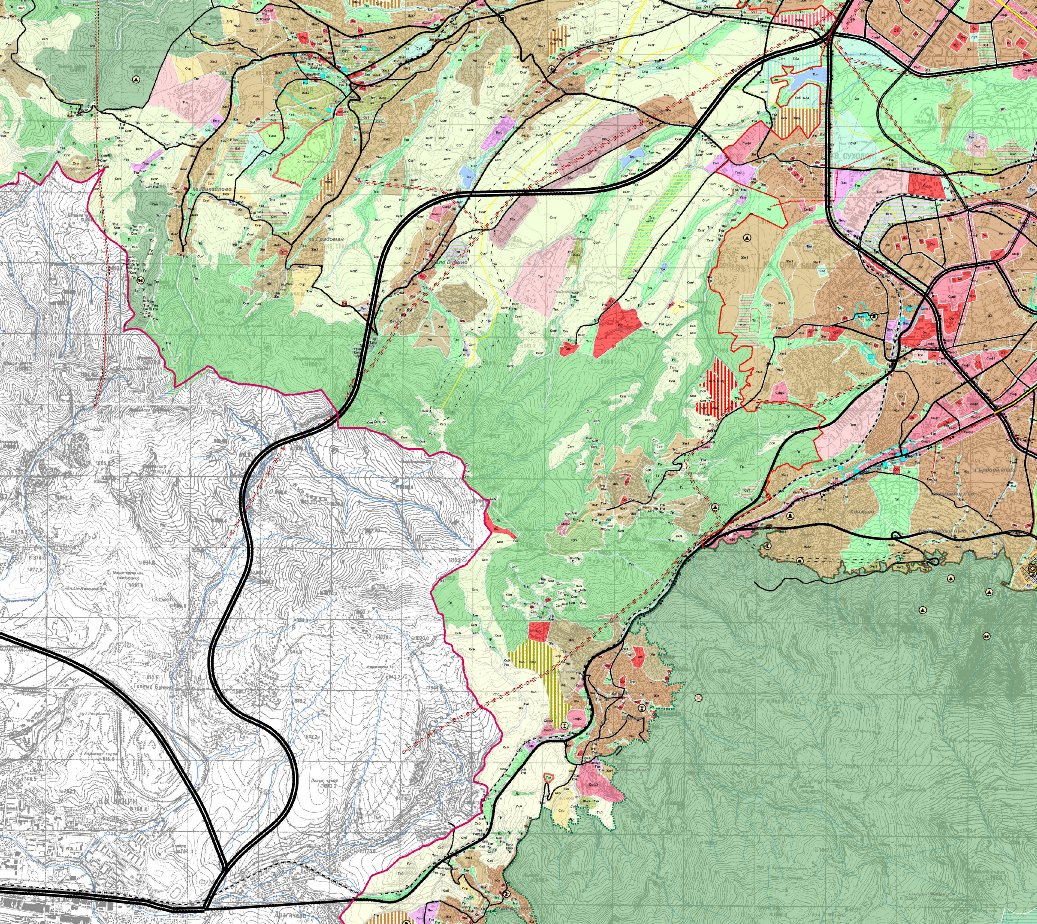
La autopista según el Plan Maestro.

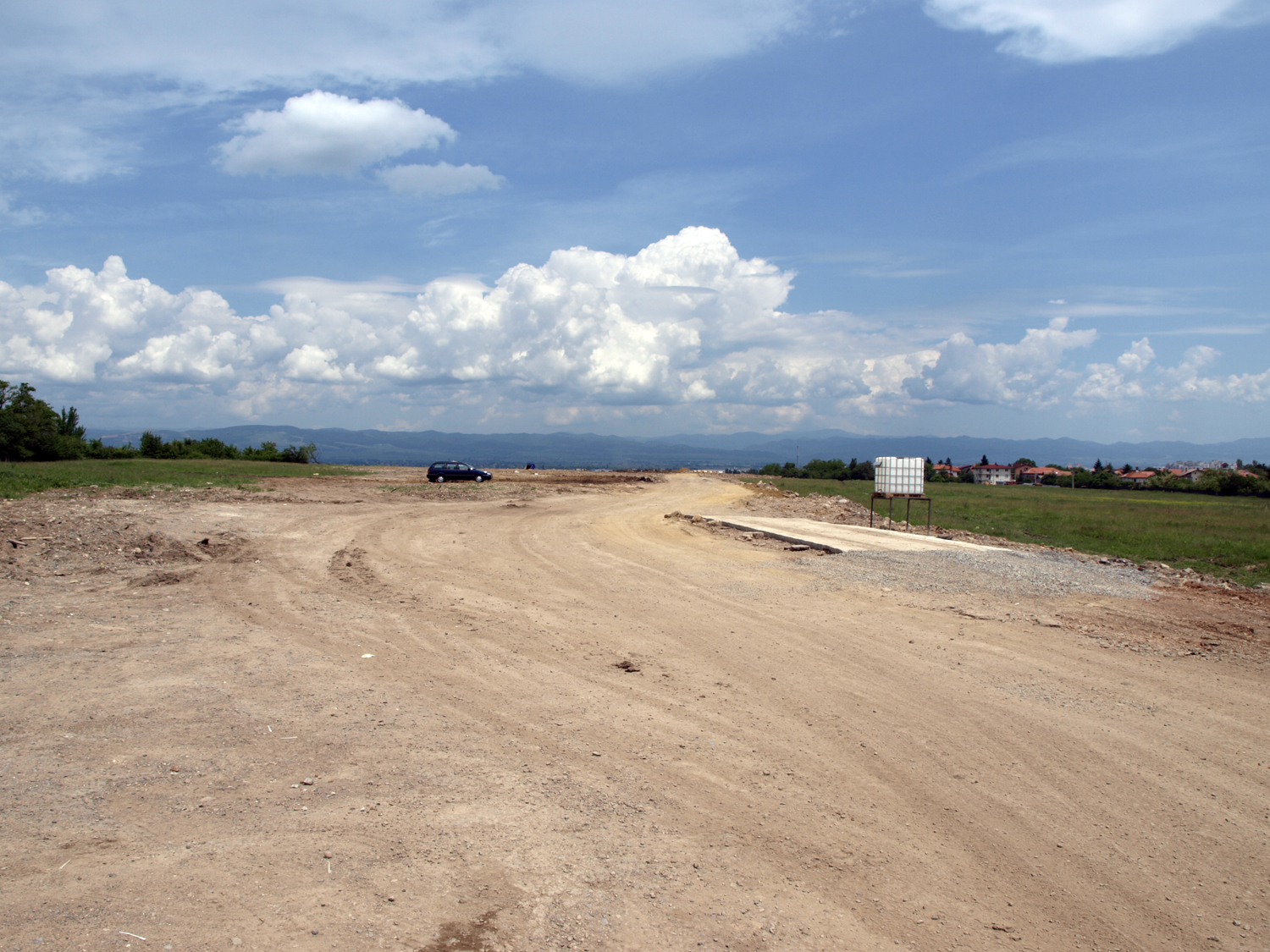
Ruta de la carretera hacia finales de mayo de 2010, cerca de Philipovtsi

- El 17 de junio de 2005 se anunció el procedimiento de licitación para la designación de un contratista para la construcción.
- El 3 de noviembre de 2005 se anunció el procedimiento de licitación para la designación de un contratista para la supervisión de la construcción.
- El 21 de noviembre de 2005, se abrieron las ofertas para la construcción del proyecto, con 21 candidatos y sindicatos.
- El 8 de agosto de 2006, se firmó un contrato para la construcción de la carretera.

### Construcción
- El 31 de enero de 2007 se inició la construcción de la carretera, el período de construcción fue de 3 años.  El entonces primer ministro Sergei Stanishev realizó la primera puesta a tierra simbólica de la pista con una excavadora del consorcio de construcción turco "Mafia Zhengiz" DZZD.
- A julio de 2008, se utilizaron 303,000 metros cúbicos de excavaciones, 152,000 metros cúbicos de terraplenes, 10,000 metros cúbicos de trabajos de concreto, 2,023 depuradores y 1,100 toneladas de acero.
- La fecha límite para la apertura de la carretera es el 30 de septiembre de 2010 , pero el ministro de Desarrollo Regional de la oficina de Boyko Borisov , Rosen Plevneliev, reconoce que este término no es muy real, pero se puede observar .
- El 17 de diciembre de 2010, se lanzó el nivel inferior de la instalación de diques de Daskalovo con el propósito de aliviar el tráfico entre Pernik, Sofía y AM Struma. Desde la rotonda hay dos carriles en dirección a Vladaya, dos en dirección a Pernik, así como la conexión con la autopista Struma.
- En la apertura del cruce de carreteras, el primer ministro Boyko Borisov dijo sobre la finalización de la carretera:

|  | "Para el 10 de enero, la autopista Lyulin estará lista y la ejecutaremos en prueba. Alrededor de mayo, lo detendremos por unos días para terminar y emitir permisos de construcción." |

- En enero de 2011 se anunció que el 15 de marzo se lanzaría el tramo dirección Pernik - Sofía y el 15 de mayo se podría abrir toda la autopista.
- El 14 de marzo de 2011, se anunció que el lanzamiento previo de un tramo en la carretera se pospuso debido a las malas condiciones climáticas, lo que impidió la colocación de una capa de asfalto de hormigón resistente a la abrasión.
- El 15 de mayo de 2011 La carretera está oficialmente abierta.  Esta es la primera autopista totalmente construida en Bulgaria.

## Conexiones de carretera
- AM Lyulin conecta la carretera de circunvalación de Sofía con el cruce de la Ruta Daskalovo en Pernik .
- AM Lyulin está conectado a través de la intersección de Ruta Daskalovo con la autopista Struma .

## Infraestructura
La ruta de la autopista tiene tres túneles con una longitud total de 1260 metros, 26 puentes y viaductos con una longitud total de 6 kilómetros, 3 cruces de carreteras y muros de fortificación de más de 2762 metros. El diseño de la autopista está contemplado para una velocidad de tránsito de 100-110 kilómetros por hora. 

### Túneles

#### Mallo Buchino
- Longitud: Dos tubos de 450 m.
- Pasa por: Montaña "Lyulin"
- Ancho de cada tubo: 11,2 metros.

#### Lyulin
- Largo: dos tubos de 350 m.
- Pasa por: Montaña "Lyulin"
- Ancho luminoso de cada tubo: 12,3 metros.

#### Golemo Buchino
- Largo: dos tubos de 500 m.
- Pasa por: Montaña "Lyulin"
- Ancho luminoso de cada tubo: 12,5 metros.

### Viaductos
- El viaducto pasa encima de un barrando de la montaña "Lyulin".
- Alto - 42 metros
- Dos estructuras paralelas, cada 16 metros.
- Estructura portante - hormigón armado.

## Galeria

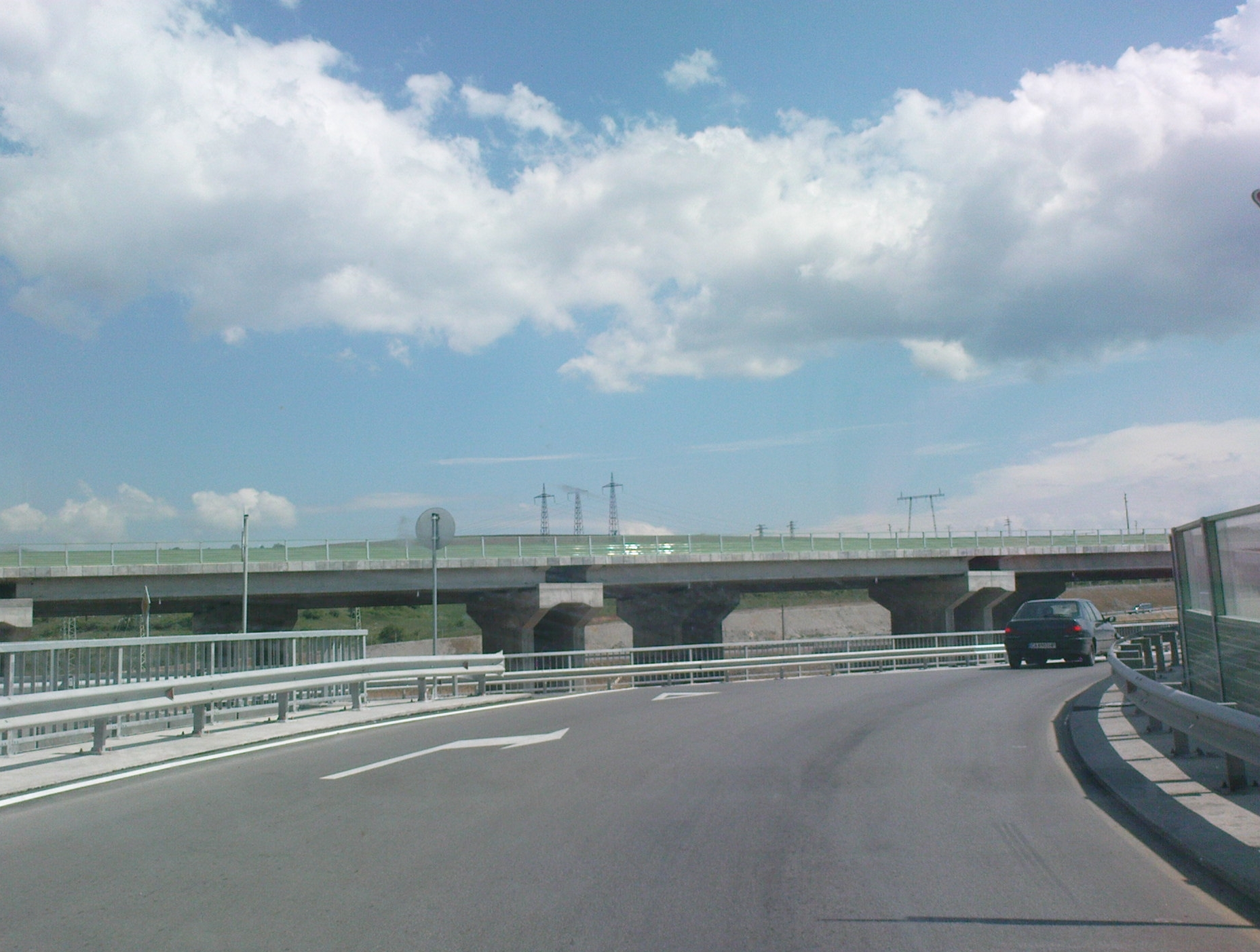
Acceso a la autopista desde Pernik.
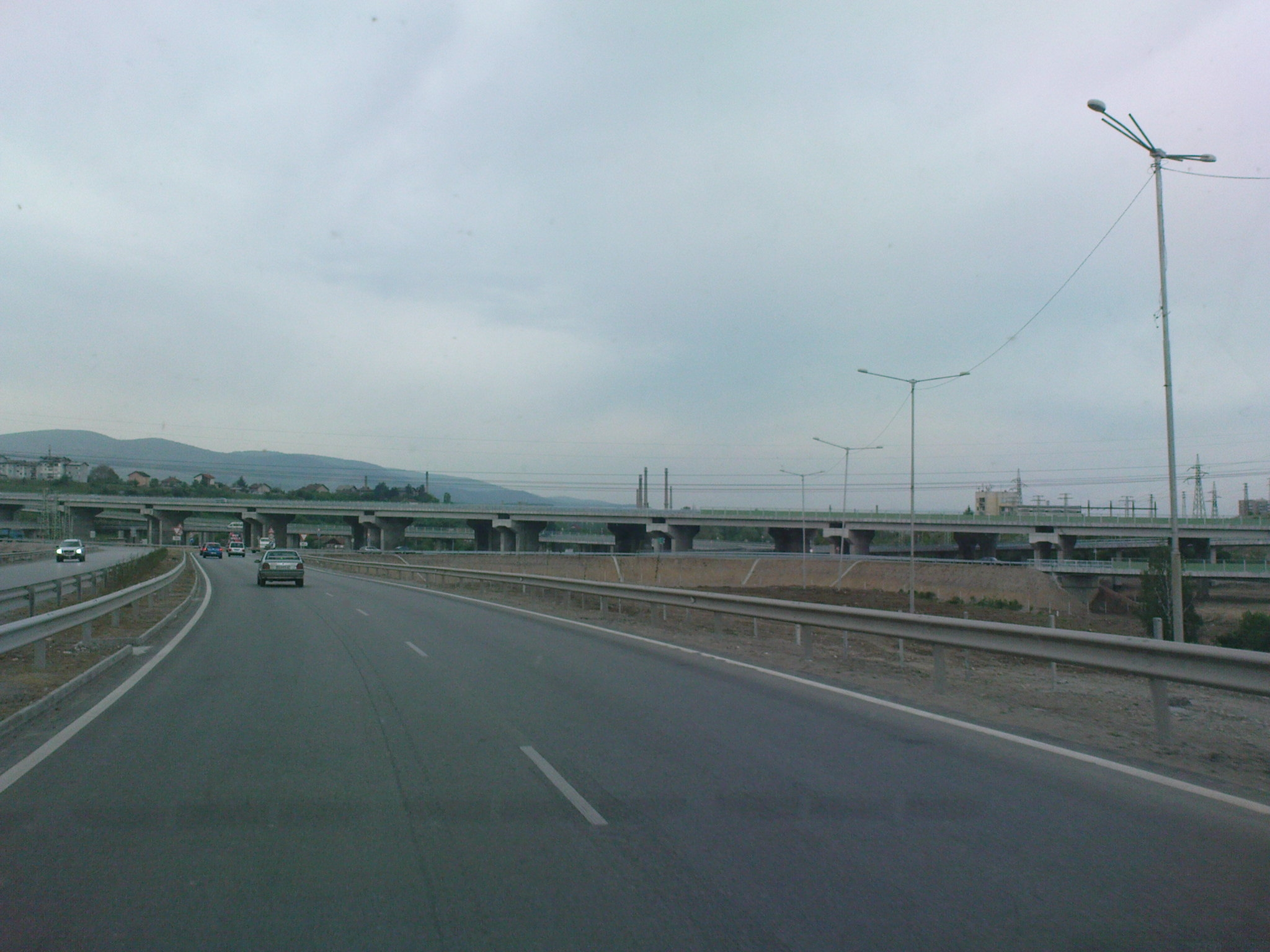
La carretera de Dragichevo
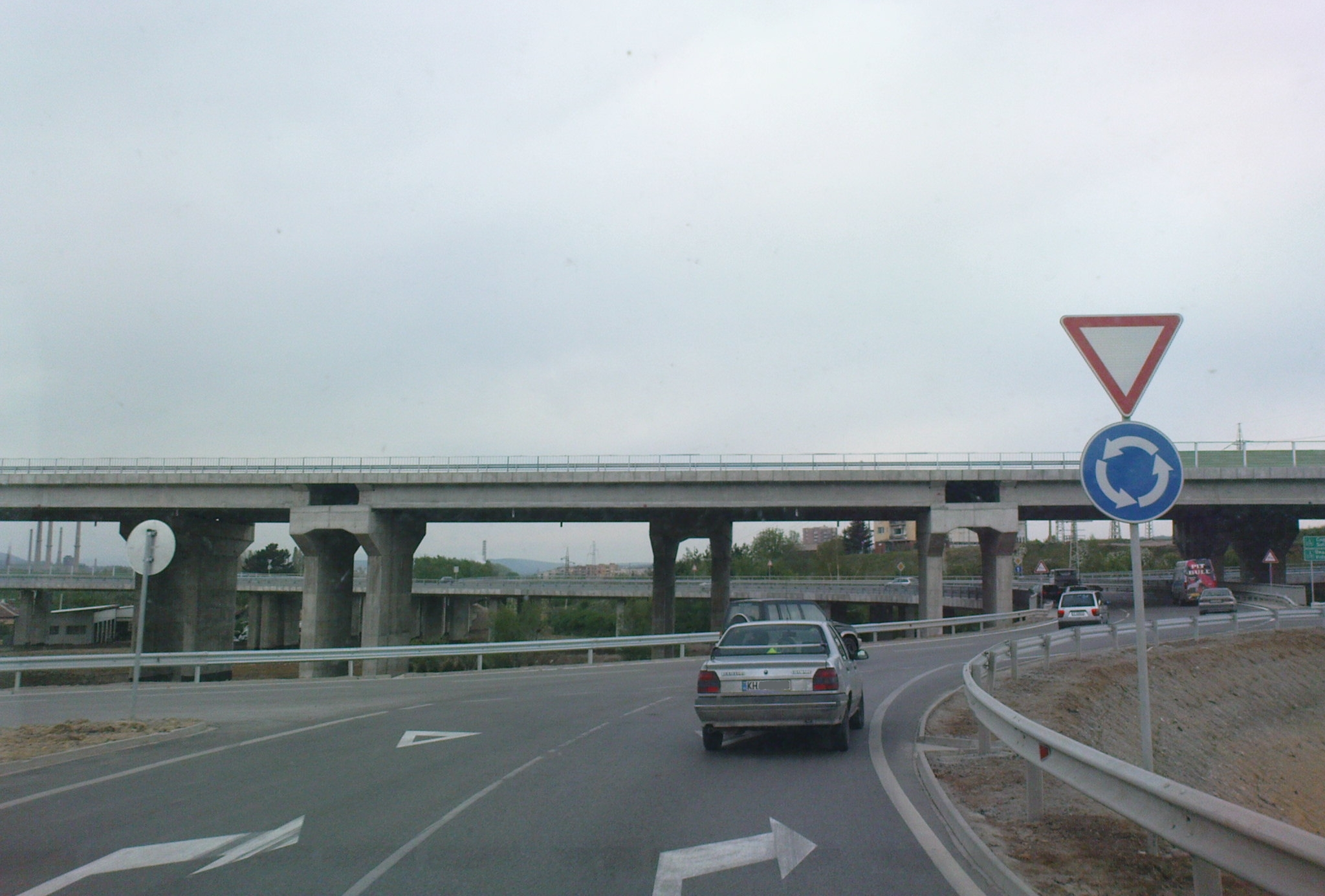
La carretera de Dragichevo

## Crítica
Las protestas contra el proyecto de la carretera actual incluyen reclamos de quitas de tierra fértil en Malo Buchino y reducirá el valor de la tierra que la rodea. También se objetó la falta de desviación de la carretera en Malo Buchino, la contaminación sonora, y el paso por zonas de manantiales y deslizamientos de minerales. Además, los críticos remarcaron las posibilidades que en la ciudad de Bankya, debido a las condiciones climáticas específicas, el aire se contaminaría formando smog en la mitad de los días del año.